# Volo Garuda Indonesia 200
Il volo Garuda Indonesia 200 è stato un volo di linea operato da un Boeing 737-400 della Garuda Indonesia tra Giacarta e Yogyakarta, in Indonesia. Il 7 marzo 2007, durante l'atterraggio all'aeroporto Internazionale Adisutjipto, l'aereo uscì di pista, si schiantò in una risaia ed esplose in fiamme. Venti passeggeri e un membro dell'equipaggio rimasero uccisi. Sia il comandante che il primo ufficiale erano tra i sopravvissuti, ma vennero licenziati poco dopo l'incidente. Si è trattato della quinta perdita di un Boeing 737 in Indonesia in meno di sei mesi ed era il più recente incidente con vittime che a coinvolgere la compagnia aerea.

## Antefatto

### L'aereo
Il velivolo era un Boeing 737-400, immatricolato PK-GZC. Aveva effettuato il primo volo nel 1992 ed era stato usato da altre compagnie aeree prima di essere acquisito da Garuda Indonesia. Aveva accumulato oltre 35 200 ore di volo in 37 300 cicli di pressurizzazione.

### L'equipaggio
Il comandante era Muhammad Marwoto Komar, 44 anni; lavorava per Garuda Indonesia da più di 21 anni. Aveva 13 421 ore di volo, di cui 3 703 sul Boeing 737. Il primo ufficiale era il 30enne Gagam Saman Rohmana e aveva 1 528 ore di volo, di cui 1 353 sul Boeing 737.

### Garuda Indonesia
La compagnia aerea nazionale indonesiana (fondata nel 1949), Garuda Indonesia, ricevette numerose critiche nei mesi successivi all'incidente. Secondo gli esperti di aviazione australiani, la compagnia aveva uno dei peggiori record di sicurezza tra le compagnie aeree di bandiera del mondo. Dal 1950, Garuda Indonesia aveva avuto 13 incidenti gravi. Al 2007, il più recente risaliva al 2002, quando il volo Garuda Indonesia 421 ammarò nel fiume Bengawan Solo a causa dello spegnimento dei motori causato da un'eccessiva ingestione di grandine, provocando la morte di un assistente di volo. Il suo peggior incidente avvenne nel 1997, quando il volo Garuda Indonesia 152 finì contro una montagna mentre si avvicinava a Medan, uccidendo 234 persone. L'amministratore delegato del Center for Asia Pacific Aviation, Peter Harbison, affermò che i principali incidenti nella storia dell'aviazione indonesiana erano stati tutti causati dalla combinazione di bassi standard di sicurezza degli aeroporti e delle flotte e dalle cattive condizioni meteorologiche nell'area, compresi forti temporali e altre forme di maltempo.

## L'incidente

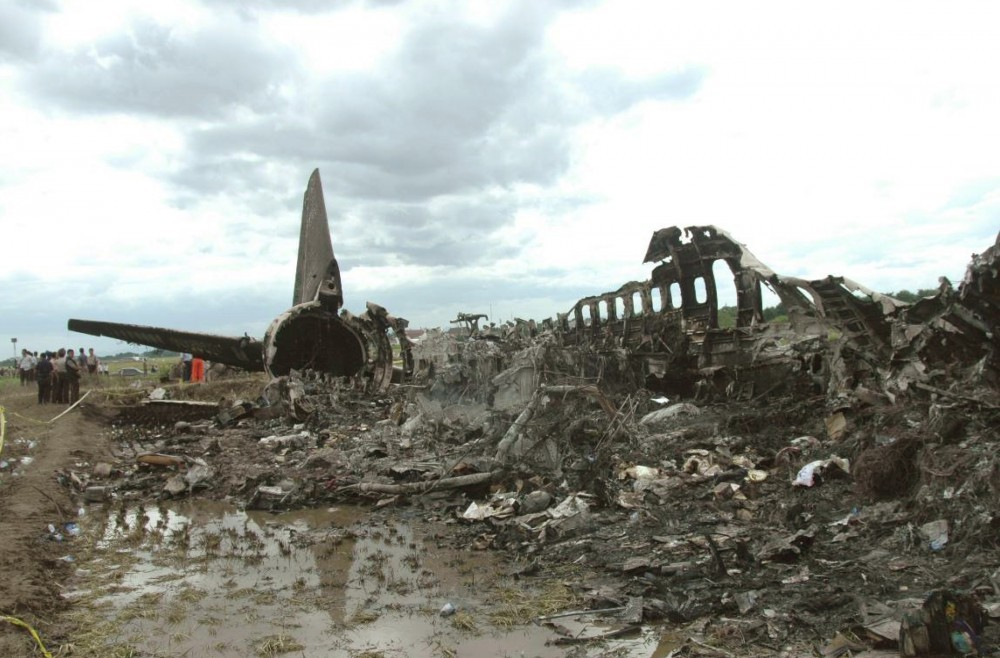
I rottami del velivolo.

Il volo Garuda Indonesia 200 (GA200/GIA 200) era partito da Giacarta e trasportava 133 passeggeri, 19 dei quali erano stranieri (10 Australiani, 2 Americani, 5 Tedeschi e 2 Coreani).
Alle 06:58 ora locale (UTC + 7), il comandante tentò di atterrare all'aeroporto Internazionale Adisutjipto di Yogyakarta, nonostante un avvicinamento errato con velocità eccessiva e discesa ripida, e nonostante gli avvertimenti del copilota e del sistema di bordo. L'aereo atterrò 860 metri oltre l'inizio della pista di atterraggio ad una velocità di 221 nodi (409 km/h), 87 nodi (161 km/h) in più della normale velocità di atterraggio. Il Boeing superò la fine della pista, attraversò la recinzione perimetrale dell'aeroporto, una strada e si fermò in una vicina risaia. Successivamente si innescò un incendio. Mentre la maggior parte dei passeggeri era riuscita a fuggire, 21 persone (tra cui un membro dell'equipaggio) morirono all'interno della fusoliera in fiamme.
Il comandante Komar, sopravvissuto assieme al copilota, inizialmente aveva affermato che si era verificata un'improvvisa corrente discendente immediatamente prima dell'atterraggio del volo e che i flap dell'aereo potevano aver funzionato male.

## Le indagini

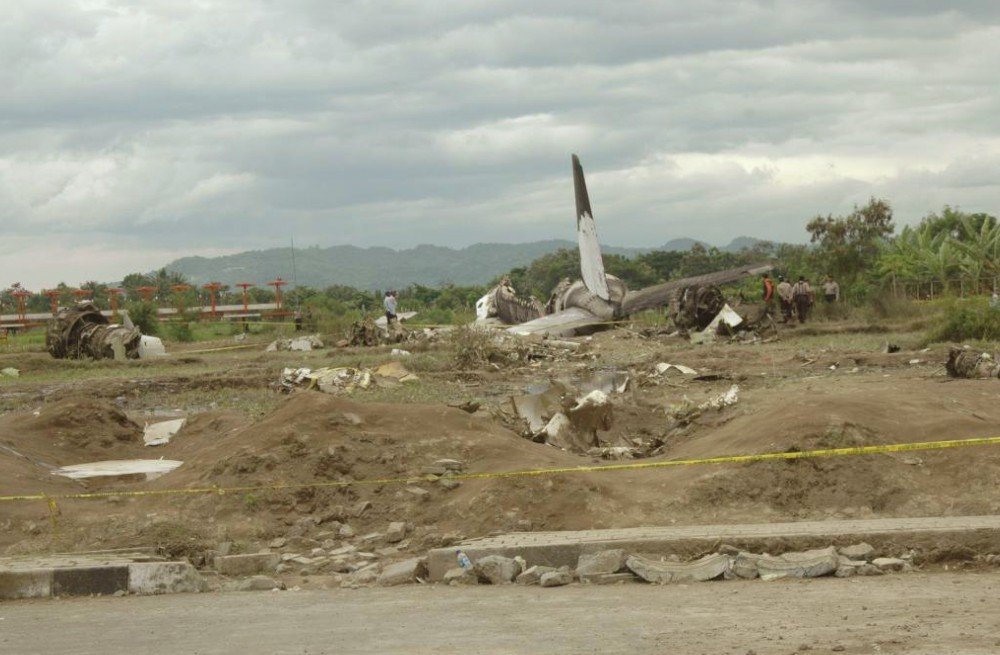
Il luogo dell'incidente.

Sull'incidente indagò il Comitato nazionale indonesiano per la sicurezza dei trasporti (NTSC). Esperti di identificazione delle vittime di disastri della polizia federale australiana vennero contattati per aiutare nell'identificazione dei corpi. Il personale dell'Australian Transport Security Bureau (ATSB) assistette alle indagini e anche il National Transportation Safety Board (NTSB) degli Stati Uniti inviò una squadra per assistere nelle indagini, inclusi rappresentanti della Boeing e della Federal Aviation Administration. I registratori di volo (il registratore dei dati di volo e il registratore vocale della cabina di pilotaggio) vennero rimossi dall'aereo e trasferiti al quartier generale dell'ATSB per ulteriori analisi utilizzando apparecchiature non ancora disponibili in Indonesia. Il personale in Australia non fu in grado di estrarre i dati dal registratore vocale della cabina di pilotaggio, che venne quindi inviato alla fabbrica di Boeing a Renton, in USA, per l'analisi.

### Il rapporto dell'NTSC
Dopo gli interrogatori ai membri dell'equipaggio, venne il momento di esaminare il relitto, i dati di volo e le registrazioni vocali della cabina di pilotaggio; venne condotta un'analisi della sicurezza dell'aeroporto. Non fu trovata alcuna prova di qualsiasi difetto o malfunzionamento dell'aeromobile o dei suoi sistemi che potrebbe aver contribuito all'incidente. Le registrazioni mostrarono che solo l'inversore di spinta destro era stato utilizzato per i 27 settori precedenti, ma una condizione di guasto per quello sinistro era stata ripristinata dagli ingegneri prima della partenza per questo volo ed entrambi erano stati attivati durante la corsa di atterraggio. Il tempo era calmo. Venne notato che l'aeroporto di Yogyakarta non era conforme agli standard di sicurezza internazionali, avendo un'area di sicurezza lunga 60 metri, rispetto alla lunghezza consigliata di 90 metri.
La scoperta chiave dell'NTSC fu che l'aereo era stato pilotato dal Pilota in Comando (PIC) con una discesa eccessivamente ripida e una velocità elevata (241 nodi (446 km/h) anziché i normali 141 nodi (261 km/h)) durante l'avvicinamento e l'atterraggio, risultando in un volo instabile. L'attenzione del PIC si concentrò sul tentativo di far andare bene il primo avvicinamento e non riuscì a sentire gli avvertimenti del copilota e le sue raccomandazioni di interrompere l'atterraggio ed effettuare una riattaccata, e i ripetuti avvertimenti provenienti dai sistemi di volo dell'aereo, udibili nei dati del registratore vocale, in particolare i "Sink rate" e "pull up". Il copilota non riuscì a prendere il controllo dell'aereo in queste circostanze straordinarie, come richiesto dalla politica della compagnia aerea , evidentemente a causa di un addestramento inadeguato. I flap non erano stati completamente estesi ai 40° massimi, e nemmeno ai 15° ripetutamente richiesti dal comandante, ma solo a 5° perché il primo ufficiale era consapevole che questo era il massimo raccomandato per quello alta velocità, ma non avvisò il comandante.
Il touchdown, seguito da due rimbalzi, iniziò 240 metri oltre la consueta zona. Il carrello di atterraggio anteriore venne gravemente danneggiato e si ruppe durante il rollio successivo. Gli inversori di spinta vennero attivati 4 secondi dopo l'atterraggio, continuarono per 7 secondi, ma vennero disattivati 7 secondi prima che l'aereo lasciasse l'estremità della pista asfaltata e attraversasse la recinzione perimetrale dell'aeroporto. Circa 160 metri oltre la fine della pista, l'aereo attraversò un piccolo fossato e una strada adiacente che si trova 1-2 metri sotto il livello sia della pista che della risaia sul lato opposto. Il muso dell'aereo colpì il terrapieno della strada e i motori colpirono il cordolo di cemento poco prima di quel terrapieno. Il Boeing si fermò nella risaia a 252 metri oltre la pista. Rimase gravemente danneggiato dalle forze dell'impatto che provocarono inoltre un intenso incendio alimentato dal carburante. I mezzi antincendio dell'aeroporto non riuscirono a raggiungere il luogo dell'incidente per la rottura della recinzione a causa della pendenza e del fossato tra lì e la strada e non riuscirono a distribuire sufficiente schiuma antincendio sull'aereo in fiamme perché il tubo che avevano trascinato attraverso la strada era stato perforato dai veicoli di soccorso e dai veicoli degli spettatori che vi passavano sopra e da oggetti appuntiti come la recinzione danneggiata. Circa 45 minuti dopo l'incidente arrivarono due veicoli dei vigili del fuoco della città e una persona non qualificata ricevette l'ordine di iniziare a spegnere l'incendio con acqua. L'incendio venne domato circa 2 ore e 10 minuti dopo lo schianto. Il coordinamento e le procedure durante il salvataggio non erano conformi al manuale del Piano di emergenza aeroportuale (AEP) e mancavano di coerenza.
Il Comitato nazionale per la sicurezza dei trasporti indonesiano pubblicò il suo rapporto finale il 22 ottobre 2007 dove indetificava nell'errore dei piloti la causa più probabile dell'incidente. In particolare stabilì che una velocità di atterraggio troppo elevata, superiore a 400 km/h, e una posizione dei flap non sufficientemente estesa, di soli 5 gradi invece dei 40 gradi richiesti, avevano avuto un ruolo importante nell'incidente. Inoltre venne stabilito che Garuda non aveva fornito addestramento al simulatore per i suoi equipaggi dei Boeing 737 per quanto riguarda azioni vitali.
Il 1 marzo 2007, cioè qualche giorno prima del disastro, Garuda Indonesia aveva implementato un nuovo incentivo per l'efficienza del carburante, che assegnava un bonus salariale se il consumo di carburante per un volo era inferiore a quello nominale. Durante il suo colloquio con l'NTSC, il comandante negò che ciò avesse influenzato la sua decisione di non interrompere l'avvicinamento.

### Accuse al comandante
Il 4 febbraio 2008, il comandante, Marwoto Komar, venne arrestato e accusato di omicidio colposo. L'accusa prevedeva una pena fino all'ergastolo se il tribunale avesse poi ritenuto che l'incidente fosse intenzionale. Il 6 aprile 2009, il comandante venne riconosciuto colpevole di negligenza e condannato a due anni di carcere. Gli avvocati del comandante dichiararono la loro intenzione di presentare ricorso sulla base del fatto che la Convenzione sull'aviazione civile internazionale, di cui l'Indonesia è parte, stabilisce che i rapporti di indagine sugli incidenti aerei non possono essere utilizzati per attribuire la colpa. La Garuda Pilots Association e la Indonesian Pilots Federation minacciarono di scioperare per protestare contro la condanna. Il 29 settembre 2009, l'Alta Corte indonesiana annullò la condanna, ritenendo che i pubblici ministeri non erano riusciti a dimostrare che il pilota era "ufficialmente e in modo convincente colpevole di un crimine".

### Ban dell'Unione Europea e riforma della compagnia
In seguito all'incidente del volo 200, l'Unione Europea (UE) vietò a tutte le compagnie aeree indonesiane di volare nell'UE. Il divieto è stato un momento di svolta per Garuda, che ha portato ad ampie riforme all'interno della compagnia aerea per migliorare gli standard di sicurezza e di servizio. Ha portato all'attuazione del programma quinquennale di miglioramento Quantum Leap. La flotta di Garuda è stata quasi raddoppiata con l'introduzione di nuovi aeromobili come il Boeing 737-800 e l'Airbus A330-300. Garuda ha anche aggiunto altre destinazioni iniziando o riprendendo il servizio verso destinazioni come Amsterdam e Londra. Il divieto europeo nei confronti di Garuda è stato revocato nel giugno 2009, due anni dopo l'incidente, e la compagnia aerea ha ripreso il servizio verso l'Europa poco dopo con l'inaugurazione di un servizio one-stop da Giacarta ad Amsterdam via Dubai.

## Nella cultura di massa
L'incidente è analizzato nell'ottavo episodio della quindicesima stagione della serie di documentari canadese Indagini ad alta quota. L'episodio si intitola Concentrazione fatale.